# Onthophagus frenchi
Onthophagus frenchi là một loài bọ cánh cứng trong họ Bọ hung (Scarabaeidae).